# 学校法人松山ビジネスカレッジ
学校法人松山ビジネスカレッジ（がっこうほうじんまつやまビジネスカレッジ）は、愛媛県松山市に本部を置く学校法人。

## 概要
愛媛県松山市に2校の専門学校を運営している。1966年（昭和41年）12月に「学校法人山本学園」を設立。以降、松山デザインスクール学校、松山女学院ドレスメーカー専門学校、松山デザイン専門学校、松山歯科衛生士専門学校、松山コンピュータ専門学校、松山情報ビジネス専門学校、松山医療福祉専門学校を開校した。2013年（平成25年）4月に現在の「学校法人松山ビジネスカレッジ」へ法人名変更を行った。
企業再生支援機構が事業再生支援を2012年に開始、その後機構による支援が行われ、2013年に再生支援が完了した。
教育の質を向上させ、社会で活躍できる人材を育成していく体制を構築することを目的として、2020年（令和2年）10月に学校法人河原学園とアライアンスパートナー契約を締結した。
美容、ファッション分野の人材育成、専門学校の持つ専門職人材養成のノウハウや、専門的な教育設備を活かし、高校教育の更なる活性化に資する事業を行うことを目的として、2021年12月に聖カタリナ学園高等学校と連携協定を締結した。

## 校舎
現在の校舎
- 辻町校舎 - 愛媛県松山市辻町1-33

過去の校舎
- 竹原校舎 - 愛媛県松山市竹原
- 一番町校舎 - 愛媛県松山市一番町1丁目4-1

## 沿革
- 1946年3月 - 松山市花園町に松山洋裁女学院を設立。
- 1947年 - 松山市一番町に新築移転。
- 1957年10月 - 学校法人杉野学園ドレスメーカー女学院の指定校となる。
- 1966年12月 - 松山技芸専門女学院を吸収合併。「学校法人山本学園」の設立認可。
- 1968年3月 - 一番町に一番校舎落成。
- 1971年7月 - 技芸専門女学院閉校。
- 1975年10月 - 松山デザインスクール学校設立。
- 1976年4月 - 松山女学院ドレスメーカー専門学校、松山デザイン専門学校開校。
- 1980年4月 - 松山歯科衛生士専門学校[2]設立。
- 1986年4月 - 松山コンピュータ専門学校設立。
- 1987年3月 - 準学校法人相原学園を吸収合併。
- 1987年4月 -  松山情報ビジネス専門学校設立。
- 1991年3月 - 松山市辻町に辻町校舎落成。
- 1991年3月 - 女学院ドレスメーカーを松山女学院専門学校に改称、コンピュータとデザインを移転。
- 1995年4月 - 松山医療福祉専門学校設立。
- 2002年9月 - 松山市竹原に竹原校舎落成、医療福祉を移転。
- 2009年7月 - 一番町校舎全面リニューアル完成。
- 2010年3月 - 医療福祉閉校。
- 2012年4月 - 企業再生支援機構が支援開始[4][5]。
- 2013年4月 - 「学校法人松山ビジネスカレッジ」に改称[3]。地域経済活性化支援機構（旧：企業再生支援機構）による再生支援完了[6]。
- 2014年4月 - 女学院とデザインを専門学校松山ビジネスカレッジクリエイティブ校へ、コンピュータと情報ビジネスを専門学校松山ビジネスカレッジビジネス校へ再編。
- 2017年4月 - 歯科衛生士を辻町校舎へ移転。
- 2019年9月 - 修学支援の対象機関となる専門学校として認定[9][10][11]。
- 2020年10月 - 学校法人河原学園とアライアンスパートナー契約を締結[7]。
- 2021年12月 - 聖カタリナ学園高等学校と高専連携協定を締結[8]。
- 2022年4月 - クリエイティブ校を松山デザイナー専門学校[1]に校名変更。

## 運営校

### 現在の運営校
- 松山デザイナー専門学校[1]
- 松山歯科衛生士専門学校[2]

### 過去の運営校
- 松山洋裁女学院
- 松山技芸専門女学院
- 松山デザインスクール学校
- 松山女学院専門学校（旧：松山女学院ドレスメーカー専門学校） - 2014年（平成26年）4月に専門学校松山ビジネスカレッジクリエイティブ校へ再編。
- 松山デザイン専門学校 - 2014年4月に専門学校松山ビジネスカレッジクリエイティブ校へ再編。
- 松山コンピュータ専門学校 - 2014年4月に専門学校松山ビジネスカレッジビジネス校へ再編。
- 松山情報ビジネス専門学校 - 2014年4月に専門学校松山ビジネスカレッジビジネス校へ再編。
- 松山医療福祉専門学校
- 専門学校松山ビジネスカレッジクリエイティブ校 - 2022年（令和4年）4月に松山デザイナー専門学校に校名変更。
- 専門学校松山ビジネスカレッジビジネス校

## 交通
- JR四国予讃線松山駅から北西へ245m。